# 4319 Jackierobinson
4319 Jackierobinson (1981 ER14) là một tiểu hành tinh vành đai chính được phát hiện ngày 1 tháng 3 năm 1981 bởi Schelte J. Bus ở Đài thiên văn Siding Spring trong khóa học thuộc Khảo sát tiểu hành tinh Schmidt-Caltech vương quốc Anh. Nó được đặt theo tên Jackie Robinson, the first African-American major league baseball player of the modern era.